# Aliens (film)
 For alternative betydninger, se Aliens. (Se også artikler, som begynder med Aliens)
Aliens – Det endelige opgør (originaltitel: Aliens) er en amerikansk science fiction film fra 1986 med bl.a. Sigourney Weaver, Michael Biehn, Lance Henriksen, Carrie Henn, Bill Paxton og Paul Reiser i rollerne. Den er en efterfølger til Ridley Scotts Alien fra 1979. Aliens er instrueret af James Cameron bygget på et manuskript skrevet af David Giler og Walter Hill. Aliens var meget succesfuld film og sammen med The Terminator var disse med til at etablerede Cameron som en stor instruktør. 
Filmen blev ligesom dens forgænger filmet i England, denne gang i Pinewood Studios og på et nedlagt kraftværk i Acton i England, med et budget på ca. 18 millioner dollars. Produktionen løb ind i flere uoverensstemmelser mellem Cameron og filmfolkene, hvilket ledte til en fuldstændig strejke henimod slutningen af produktionen. 
De to officielle efterfølgere er Alien 3 (1992)  og Alien: Resurrection (1997).

## Handling
Ellen Ripley er den eneste overlevende fra rumskibet Nostromo. Hun bliver reddet og genoplivet efter at været drevet rundt i rummet i 57 år. Under en samtale med ledende folk fra hendes arbejdsgiver, Weyland-Yutani Corporation, bliver hendes vidnesbyrd omkring rumvæsnerne på Nostromo mødt med ekstrem skepsis, da der ikke er fysiske beviser på at væsnerne har overlevet ødelæggelsen af Nostromo. Ripley mister sin licens til at flyve rumskibe, som følge af hendes "tvivlsomme dom". Hun erfarer også, at planeten LV-426, hvor hendes besætning første gang stødte på rumvæsenernes æg, nu er hjemsted for en koloni.
Nogen tid senere får Ripley besøg af repræsentanterne Carter Burke og løjtnant Gorman fra Weyland-Yutani Corporation og Colonial Marines. De fortæller hende, at de har mistet kontakten med kolonien på LV-426. Virksomheden har besluttet, at sende Burke og en enhed af marinesoldater til LV-426 for at undersøge, hvad der er sket med kolonien, og de tilbyder at genoprette Ripleys 
flyvestatus og hendes kontrakt med Weyland-Yutani Corporation, hvis hun vil ledsage dem på denne rejse. Traumatiseret af sit tidligere møde med rumvæsnerne nægter Ripley i første omgang at deltage i missionen. Men hun accepterer til sidst tilbuddet, da hun indser, at missionen er den eneste mulighed for hende for at møde hendes værste frygt, som har plaget hende siden hendes første møde ansigt til ansigt med rumvæsnerne. Om bord på krigsskibet Sulaco bliver hun introduceret til Colonial Marines, som består af sergent Apone, korporal Hicks, menige Vasquez, Hudson, Frost, Crowe, Wierzbowski, Drake, Spunkmeyer, Ferro og Androiden Bishop. Ripley starter med at være en smule fjendtlig overfor Bishop pga. hendes erfaringer med Androiden Ash om bord på Nostromo.
Den tungt bevæbnede ekspedition når frem til overfladen af LV-426 via et mindre transportrumskib, hvor de finder kolonien tilsyneladende opgivet og forladt. Man finder desuden to overlevende små rumvæsner i det medicinske laboratorium samt den eneste overlevende kolonist, som er en traumatiseret ung pige med tilnavnet Newt, som har gemt sig i en luftskakt. Marinesoldaterne fastslår, at kolonisterne er blevet fanget og gemt væk i et atomdrevet atmosfære-behandlende center, hvor man finder kolonisterne 
indhyllet i rumvæsenernes slim. Rumvæsenerne angriber og dræber marinesoldaterne Frost, Crowe, Wierzbowski og Drake, samt at de tager Apone og Dietrich med sig. Det lykkes Ripley at redde Hicks, Vasquez og Hudson. Med Gorman slået bevidstløs under redningsaktionen tager Hicks kommandoen og beordrer transportrumskibet til at redde dem, så de kan vende tilbage til Sulaco og ødelægge kolonien fra rummet. Men et af rumvæsenerne har sneget sig med som blind passager og dræber transportrumskibets piloter Spunkmeyer og Ferro under flyvningen, hvilket fører til, at transportrumskibet styrter ned, og de overlevende mennesker forskanser sig i koloniens kompleks. 
Ripley finder ud af, at det var Burke, der beordrede kolonisterne til at undersøge det forladte rumskib, hvor Nostromo-besætningen i sin tid første gang stødte på rumvæsenernes æg. Han håber på at kunne vende tilbage med et af rumvæsenernes æg til brug som biologisk våben. Ripley truer med at afsløre ham, men får så at vide af Bishop, at der er en større trussel de skal tage sig af. Forarbejdningsstationen de gemmer sig på er ustabil og kan risikere at detonere med en enorm kraft, hvad øjeblik det skal være. Bishop melder sig frivilligt til at prøve at få kontakt med Sulacos andet transportrumskib og styre det med fjernbetjening ned til kolonien, så de kan undslippe. Ripley og Newt falder i søvn i det medicinske laboratorium, men vågner pludseligt da de opdager, at de er låst inde i rummet med to små rumvæsner. Ripley er i stand til at alarmere marinesoldaterne, som redder dem og dræber væsenerne. Ripley beskylder efterfølgende Burke for med vilje at forsøge at smugle rumvæsner ned til Jorden i enten hende eller Newt samt for at planlægge at dræbe resten af marinesoldaterne imens de er i dvale under returrejsen. Elektriciteten bliver pludselig afskåret og talrige rumvæsner angriber dem gennem loftet. Hudson, Burke, Gorman og Vasquez bliver dræbt. Imens bliver Newt taget til fanget af rumvæsenerne. 
Det lykkes Ripley og den hårdt sårede Hicks at nå frem til Bishop og det andet transportrumskib, men Ripley nægter at forlade Newt. Hun redder Newt fra rumvæsenernes æggerede, hvor hun også støder på rumvæsenernes dronning og hendes ægkammer. Ripley ødelægger de fleste af æggene, hvilket gør dronningen meget aggressiv. Tæt forfulgt af dronningen lykkes det Ripley og Newt at nå transportskibet med Bishop og Hicks og undslipper kolonien, før den få sekunder senere sprænger i luften. Tilbage på Sulaco er både Ripley og Bishop lettede over, at de har overlevet den svære flugt. Desværre for dem har dronningen også sneget sig om bord på transportskibet. Efter en voldsom kamp, hvor bl.a Bishop bliver hugget halvt over, lykkes det til sidst for Ripley at smide dronningen ud igennem en luftsluse og ud i rummet. Ripley, Newt, Hicks og den stadig fungerende Androide Bishop lægger sig alle i dvale, som forberedelse på hjemrejsen til Jorden.